# Mätsystemsanalys
Mätsystemsanalys, förkortat MSA, är en metod att med statistiska metoder säkerställa att mätsystemet är dugligt. Ledningssystemen för kvalitet QS9000 och TS16949 ställer krav på MSA för de mätsystem som används i produktion. MSA är också ett vanligt verktyg i six sigma-förbättringsprojekt.
I MSA mäts inte bara mätdonets variation, utan hela systemets variation som inkluderar andra faktorer, till exempel operatör. 
Vanliga kriterier är att ett mätsystem är bra om dess variation är mindre än 10 % av produktegenskapens toleransområde och att det är brukbart om dess variation är mindre än 30 % av produktegenskapens toleransområde.
I många fall  är det meningsfullt att jämföra mätsystemets variation med variationen hos den produktegenskap eller processparameter man mäter. Sådan fall är till exempel om man följer en produktegenskap eller processparameter med SPC, det är då viktigt att den variation man ser är en variation i det man avser mäta, inte en variation i mätsystemet. Flera misstag  har skett i six sigma-förbättringsprojekt där man genomfört åtgärder grundade på det som trodde var förändringar i processen, när det i verkligheten var variationer i mätsystemet.